# Лигети, Даниэль
Даниэль Лигети (венг. Ligeti Dániel, р. 31 июля 1989) — венгерский борец вольного стиля, призёр чемпионатов Европы.

## Биография
Родился в 1989 году в Сомбатхее. В 2011 году стал бронзовым призёром чемпионата Европы. В 2012 году стал серебряным призёром чемпионата Европы, но на Олимпийских играх в Лондоне был лишь 12-м. В 2014 году стал бронзовым призёром чемпионата Европы. В 2016 году принял участие в Олимпийских играх в Рио-де-Жанейро, но занял лишь 7-е место.